# Пуэрто-Рико на летних Олимпийских играх 1960
Пуэрто-Рико принимало участие в Летних Олимпийских играх 1960 года в Риме (Италия) в четвёртый раз за свою историю, но не завоевало ни одной медали, было представлено 27 спортсменами, среди которых 26 мужчин и 1 женщина, принимавшими участие в 13 соревнованиях в 6 видах спорта.

## Результаты

### Баскетбол

#### Группа C
| Место | Команда     | Игры | Поб | Пор | Забито | Пропущено | +/- | Очки |
| ----- | ----------- | ---- | --- | --- | ------ | --------- | --- | ---- |
| 1     | Бразилия    | 3    | 3   | 0   | 213    | 198       | +15 | 6    |
| 2     | СССР        | 3    | 2   | 1   | 220    | 170       | +50 | 5    |
| 3     | Мексика     | 3    | 1   | 2   | 189    | 210       | −21 | 4    |
| 4     | Пуэрто-Рико | 3    | 0   | 3   | 199    | 243       | −44 | 3    |

| 26 августа 1960 года 20:00 | Протокол | Пуэрто-Рико                      | 72:75 | Бразилия | Рим, Палаццетто делло Спорт Судьи: П. Ревербери К. Клима |
| 26 августа 1960 года 20:00 | Протокол | Счёт по половинам: 35-33, 37-42. |       |          | Рим, Палаццетто делло Спорт Судьи: П. Ревербери К. Клима |

| 27 августа 1960 года 14:30 | Протокол | Мексика                                                    | 68:64 ОТ | Пуэрто-Рико | Рим, Палаццетто делло Спорт Судьи: Г. Сусси Б. Такев |
| 27 августа 1960 года 14:30 | Протокол | Счёт по половинам: 34-26, 27-35. Дополнительное время: 7-3 |          |             | Рим, Палаццетто делло Спорт Судьи: Г. Сусси Б. Такев |

| 29 августа 1960 года 23:00 | Протокол | СССР                             | 100:63 | Пуэрто-Рико | Рим, Палаццетто делло Спорт Судьи: П. Ревербери Скилояннис |
| 29 августа 1960 года 23:00 | Протокол | Счёт по половинам: 36-29, 64-34. |        |             | Рим, Палаццетто делло Спорт Судьи: П. Ревербери Скилояннис |

#### За 9-16 места
Пул C
| Место | Команда     | Игры | Поб | Пор | Забито | Пропущено | +/- | Очки |
| ----- | ----------- | ---- | --- | --- | ------ | --------- | --- | ---- |
| 1     | Венгрия     | 3    | 3   | 0   | 167    | 150       | +17 | 6    |
| 2     | Филиппины   | 3    | 2   | 1   | 154    | 161       | −7  | 5    |
| 3     | Пуэрто-Рико | 3    | 1   | 2   | 162    | 166       | −4  | 4    |
| 4     | Болгария    | 3    | 0   | 3   | 0      | 6         | −6  | 3    |

| 1 сентября 1960 года 16:00 | Протокол | Филиппины                        | 82:80 | Пуэрто-Рико | Рим, Палаццетто делло Спорт Судьи: Г. Фоллати М. Минич |
| 1 сентября 1960 года 16:00 | Протокол | Счёт по половинам: 41-42, 41-38. |       |             | Рим, Палаццетто делло Спорт Судьи: Г. Фоллати М. Минич |

| 2 сентября 1960 года 9:00 | Протокол | Венгрия                                                     | 84:80 ОТ | Пуэрто-Рико | Рим, Палаццетто делло Спорт Судьи: Г. Сусси Никоу |
| 2 сентября 1960 года 9:00 | Протокол | Счёт по половинам: 39-37, 35-37. Дополнительное время: 10-6 |          |             | Рим, Палаццетто делло Спорт Судьи: Г. Сусси Никоу |

| 3 сентября 1960 года 14:30 |  | Пуэрто-Рико | 2:0 (штраф) | Болгария | Рим, Палаццетто делло Спорт |

За 13-16 места
Победа Испании над Японией перенесена, так же, как и победа Пуэрто-Рико над Болгарией в качестве штрафа.
| Место | Команда     | Игры | Поб | Пор | Забито | Пропущено | +/- | Очки |
| ----- | ----------- | ---- | --- | --- | ------ | --------- | --- | ---- |
| 1     | Пуэрто-Рико | 3    | 3   | 0   | 168    | 138       | +30 | 6    |
| 2     | Испания     | 3    | 2   | 1   | 131    | 139       | −8  | 5    |
| 3     | Япония      | 3    | 1   | 2   | 137    | 159       | −22 | 4    |

| 7 сентября 1960 года 10:00 | Протокол | Пуэрто-Рико                      | 75:65 | Испания | Рим, Палаццетто делло Спорт Судьи: К. Клима С. Син |
| 7 сентября 1960 года 10:00 | Протокол | Счёт по половинам: 39-27, 36-38. |       |         | Рим, Палаццетто делло Спорт Судьи: К. Клима С. Син |

| 8 сентября 1960 года 10:00 | Протокол | Пуэрто-Рико                      | 93:73 | Япония | Рим, Палаццетто делло Спорт Судьи: Е. Лулини Е. Кассаи |
| 8 сентября 1960 года 10:00 | Протокол | Счёт по половинам: 46-32, 47-41. |       |        | Рим, Палаццетто делло Спорт Судьи: Е. Лулини Е. Кассаи |

### Лёгкая атлетика
Мужчины
| Спортсмен                                                    | Дисциплина       | Первый раунд | Первый раунд | Четвертьфинал        | Четвертьфинал        | Полуфинал             | Полуфинал             | Финал                 | Финал                 |
| Спортсмен                                                    | Дисциплина       | Время        | Место        | Время                | Место                | Время                 | Место                 | Время                 | Место                 |
| ------------------------------------------------------------ | ---------------- | ------------ | ------------ | -------------------- | -------------------- | --------------------- | --------------------- | --------------------- | --------------------- |
| Рамон Вега                                                   | 200 м            | 21,94        | 4            | Завершил выступления | Завершил выступления | Завершил выступления  | Завершил выступления  | Завершил выступления  | Завершил выступления  |
| Херман Гунар                                                 | 400 м            | 47,39        | 1            | 47,39                | 5                    | Завершил выступления  | Завершил выступления  | Завершил выступления  | Завершил выступления  |
| Иван Родригес                                                | 400 м            | 49,74        | 5            | Завершил выступления | Завершил выступления | Завершил выступления  | Завершил выступления  | Завершил выступления  | Завершил выступления  |
| Рамон Вега Херман Гунар Овидио де Хесус Хосе Луис Вильялонго | эстафета 4х400 м | н/д          | н/д          | 3:13.91              | 5                    | Завершили выступления | Завершили выступления | Завершили выступления | Завершили выступления |

| Дисциплина      | Спортсмен    | Квалификационный раунд | Квалификационный раунд | Финал                | Финал                |
| Дисциплина      | Спортсмен    | Результат              | Место                  | Результат            | Место                |
| --------------- | ------------ | ---------------------- | ---------------------- | -------------------- | -------------------- |
| прыжки с шестом | Роландо Крус | 4.40                   | 8                      | 4.55                 | 4                    |
| тройной прыжок  | Педро Камачо | 14.21                  | 37                     | Завершил выступления | Завершил выступления |

### Плавание
Мужчины
| Дисциплина | Спортсмен     | Результат | Место |
| ---------- | ------------- | --------- | ----- |
| 400 м в/с  | Роберт Шенокс | 5:24.6    | 39    |
| 1500 м в/с | Роберт Шенокс | DNF       | DNF   |

### Стрельба
Мужчины
| Дисциплина                | Спортсмен        | Результат | Место |
| ------------------------- | ---------------- | --------- | ----- |
| трап                      | Хавьер Сикейра   | DNF       | DNF   |
| скоростной пистолет, 25 м | Леон Лион        | 280       | 40    |
| пистолет, 50 м            | Мигель Барасорда | 522       | 39    |
| пистолет, 50 м            | Фред Гульермети  | 513       | 48    |

### Тяжёлая атлетика
Мужчины
| Спортсмен       | Весовая категория | Жим       | Жим   | Рывок     | Рывок | Толчок    | Толчок | Сумма  | Место |
| Спортсмен       | Весовая категория | Результат | Место | Результат | Место | Результат | Место  | Сумма  | Место |
| --------------- | ----------------- | --------- | ----- | --------- | ----- | --------- | ------ | ------ | ----- |
| Фернандо Баэс   | до 56 кг          | 100 кг    | 3     | 80 кг     | 21    | 110 кг    | 16     | 290 кг | 15    |
| Фернандо Торрес | до 82 кг          | 120 кг    | 12    | 117,5 кг  | 14    | 152, 5 кг | 12     | 390 кг | 11    |

### Фехтование
Женщины
| Дисциплина | Спортсменка  | Квалификационный раунд | Квалификационный раунд | Четвертьфинал         | Четвертьфинал         | Полуфинал             | Полуфинал             | Финал                 | Финал                 |
| Дисциплина | Спортсменка  | Соперники | Место                  | Соперники             | Место                 | Соперники             | Место                 | Соперники             | Место                 |
| ---------- | ------------ | --- | ---------------------- | --------------------- | --------------------- | --------------------- | --------------------- | --------------------- | --------------------- |
| Рапира     | Глория Колон | Кати Дельбер (FRA) П 0-4 Хельга Мис (EUA) П 1-4 Гов Пау (INA) П 1-4 Александра Забелина (URS) В 4-2 Харриета Кинг (USA) В 4-3 Дани Ван Россем (NED) В — | 5                      | Завершила выступления | Завершила выступления | Завершила выступления | Завершила выступления | Завершила выступления | Завершила выступления |